# Rasmus Guldhammer
Rasmus Guldhammer Poulsen, né le 9 mars 1989 à Vejle, est un coureur cycliste danois.

## Biographie

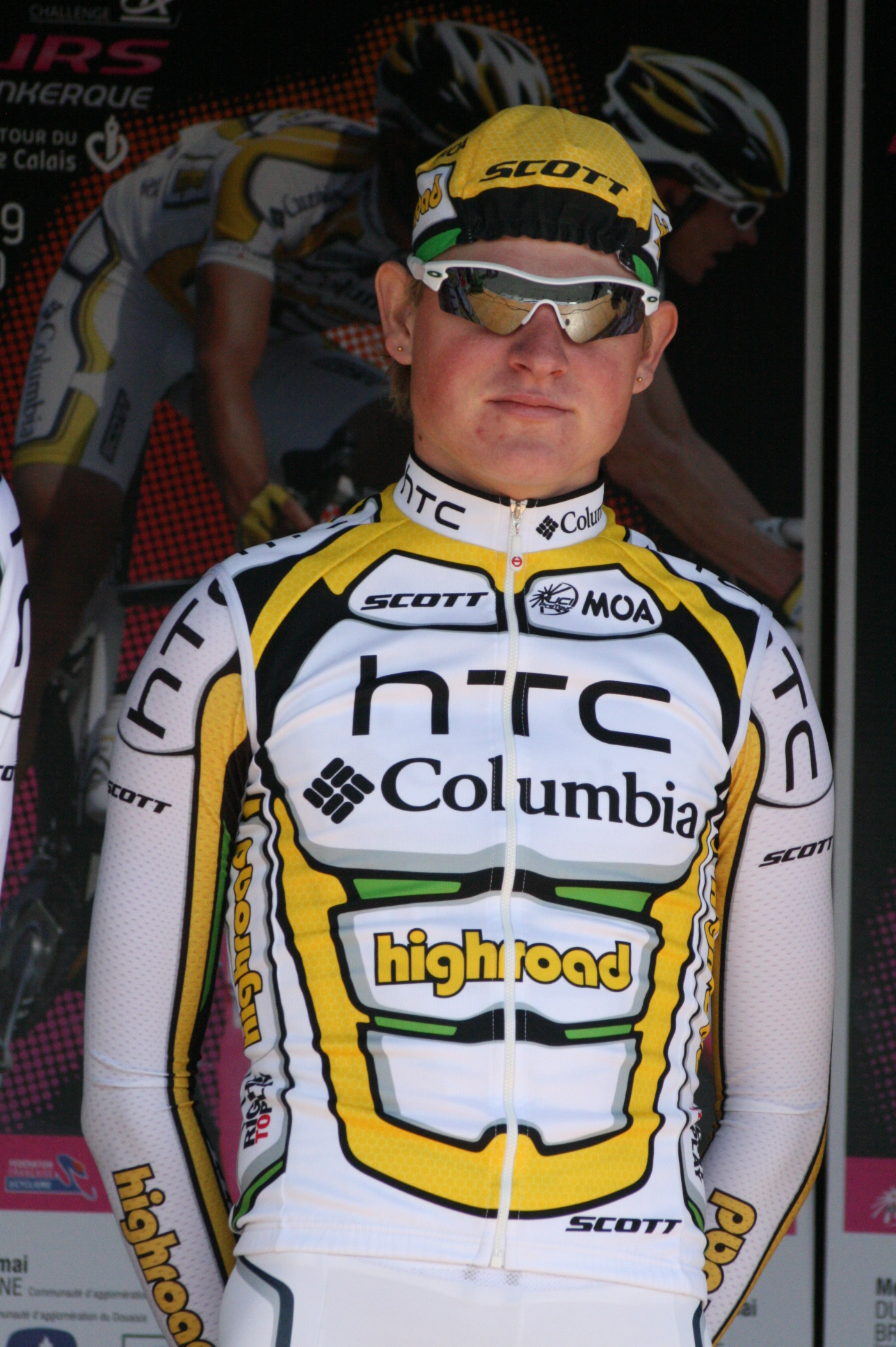
Rasmus Guldhammer lors des Quatre Jours de Dunkerque 2010.

Après d'excellent résultats lors des courses espoirs de 2009 ainsi que lors du Tour du Danemark (4e), il s'engage avec la formation HTC-Columbia pour l'année 2010, au grand dam de la formation danoise Saxo Bank qui l'avait pourtant intégré à son stage de pré-saison 2009. À la fin de cette première saison, il rompt son contrat avec l'équipe. Il explique n'être pas parvenu à s'adapter à la vie de coureur professionnel, loin de sa famille et de ses amis. Il n'exclut pas de redevenir coureur professionnel plus tard,.
Il s'engage avec l'équipe danoise Concordia Forsikring-Himmerland. Sous ses nouvelles couleurs, il s'adjuge une étape du Triptyque des Monts et Châteaux et monte sur la seconde marche du podium au Himmerland Rundt.
En 2012, le coureur danois s'engage avec Christina Watches-Onfone mais en reste qu'un an au sein de cette formation et ne remporte aucune course.
L'année 2013 voit Rasmus Guldhammer Poulsen terminer troisième de l'An Post Rás sous les couleurs de l'équipe continentale Trefor-Blue Water.
2014 permet au Danois de renouer avec le succès, il s'adjuge en effet les 4e et 5e étapes du Tour du Loir-et-Cher ainsi que le Hadeland GP. Au deuxième semestre, il rejoint Tinkoff-Saxo en tant que stagiaire mais ne signe pas de contrat avec cette équipe en fin de saison.
En 2015 il est membre de l'équipe continentale professionnelle Cult Energy. Il se classe cette année-là deuxième du Grand Prix Horsens, troisième du Tour de Grande-Bretagne et termine dans les dix premiers du Grand Prix Ouest-France de Plouay et de la Vattenfall Cyclassics. Il prolonge son contrat avec Cult Energy au mois de septembre.
Il signe pour 2016 dans l'équipe Stölting Service Group.

## Palmarès

### Palmarès sur route
- 2006
  -  Champion du Danemark du contre-la-montre par équipes juniors
  - 3e du championnat du Danemark sur route juniors
  - 3e du Grand Prix Général Patton
  - 3e du Keizer der Juniores
- 2007
  -  Champion du Danemark sur route juniors
  -  Champion du Danemark du contre-la-montre par équipes juniors
  - Internationale 3-Etappen-Rundfahrt (de) : 
    - Classement général
    - 2e étape

  - Trophée des Ardennes flamandes
- 2009
  -  Champion du Danemark du contre-la-montre par équipes
  -  Champion du Danemark sur route espoirs
  - 1re et 2e étapes du Grand Prix du Portugal
  - Liège-Bastogne-Liège espoirs
  - 2e du Tour des Flandres espoirs
  - 3e du Grand Prix du Portugal

- 2011

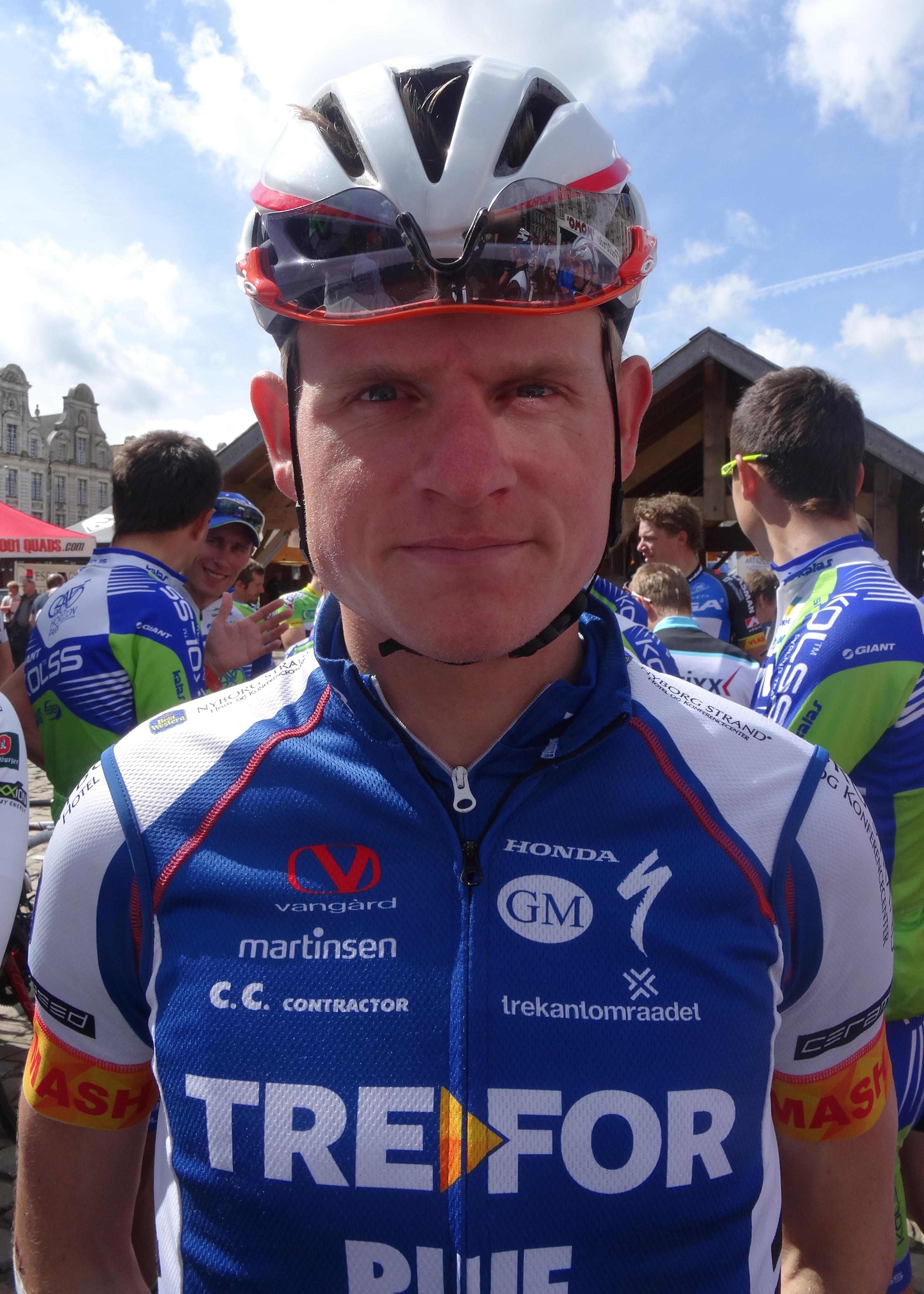
Rasmus Guldhammer lors de la 3e étape du Paris-Arras Tour 2014 à Arras.

  - 2eb étape du Triptyque des Monts et Châteaux
  - 2e du Himmerland Rundt
- 2012
  - 2e du Tour de Malte
  - 3e du championnat du Danemark du contre-la-montre par équipes
- 2013
  -  Champion du Danemark du contre-la-montre par équipes
  - 3e de l'An Post Rás
- 2014
  -  Champion du Danemark du contre-la-montre par équipes
  - 4e et 5e étapes du Tour du Loir-et-Cher
  - Hadeland GP
  - 2e du Himmerland Rundt
  - 3e de Skive-Løbet
- 2015
  - 2e du Grand Prix Horsens
  - 3e du Tour de Grande-Bretagne
  - 9e du Grand Prix Ouest-France de Plouay
  - 10e de la Vattenfall Cyclassics
- 2016
  - 2e du Velothon Wales
- 2017
  - 2e étape du Circuit des Ardennes international
  - Sundvolden GP
  - Ringerike Grand Prix
  - 4e étape du Kreiz Breizh Elites
  - 2e du Grand Prix Horsens
  - 3e du Tour du Loir-et-Cher
  - 3e du Grand Prix Viborg
  - 3e du championnat du Danemark du contre-la-montre par équipes

### Classements mondiaux
| Année            | 2008 | 2009 | 2010 | 2011 | 2012  | 2013 | 2014 |
| ---------------- | ---- | ---- | ---- | ---- | ----- | ---- | ---- |
| UCI America Tour |      | 281e |      |      |       |      |      |
| UCI Europe Tour  | 515e | 62e  |      | 419e | 1031e | 283e | 72e  |